# Leucania exclamans
Leucania exclamans là một loài bướm đêm trong họ Noctuidae.